# Palawaniopsis dovyalidis
Palawaniopsis dovyalidis är en svampart som beskrevs av Bat., Cif. & Nascim. 1959. Palawaniopsis dovyalidis ingår i släktet Palawaniopsis, divisionen sporsäcksvampar och riket svampar.   Inga underarter finns listade i Catalogue of Life.